# Nordliicht TV
Nordliicht TV és un canal de televisió regional luxemburguès que emet per al nord del Gran Ducat de Luxemburg. Fou creat el 1996 a petició de 70.000 habitants del nord del Luxemburg, que deien sentir-se abandonats pels mitjans de comunicació nacionals que privilegiaven més el sud del país, pel fet de tenir-hi la capital. El canal és privat i comença les primeres emissions el 23 d'abril del 1997. Johny Pissinger n'és el director.